# Sindou (département)
Pour les articles homonymes, voir Sindou (homonymie).
Sindou est un département et une commune urbaine de la province de la Léraba, situé dans la région des Cascades au Burkina Faso.
Population : 14 095 habitants au recensement de la population de 2006 (17 682 habitants en 2003).

## Villes et villages
Le département et la commune urbaine de Sindou comprend 1 ville chef-lieu (données de population consolidées en 2012 issues du recensement général de 2006) :
- Sindou, subdivisée en 5 secteurs (totalisant 4 185 habitants) :

- Secteur 1 (1 781 habitants)
- Secteur 2 (890 habitants)
- Secteur 3 (719 habitants)
- Secteur 4 (511 habitants)
- Secteur 5 (284 habitants)

et 10 villages (totalisant 14 095 habitants) :
- Dinaoro (661 habitants)
- Fafasso (408 habitants)
- Kawara (1 251 habitants)
- Konandougou (7 594 habitants)
- M’Para (764 habitants)
- M’Pogona (242 habitants)
- Monsonon (499 habitants)
- Sindoukorony (824 habitants)
- Timba (360 habitants)
- Tourny (1 492 habitants)